# Xavier Beauvois

La firma di Xavier Beauvois

Xavier Beauvois (Auchel, 20 marzo 1967) è un regista, sceneggiatore e attore francese.

## Biografia
Autodidatta in campo cinematografico, senza studi specialistici alle spalle, Beauvois ha iniziato la propria carriera nel 1986, ricoprendo il ruolo di assistente per Manoel de Oliveira sul set del film Mon cas e girando il cortometraggio Le matou, Premio della giuria al Festival di Lille. L'anno successivo è stato assistente di André Téchiné per Les Innocents.
Ha esordito alla regia di un lungometraggio nel 1991 con il parzialmente autobiografico Nord, di cui è stato anche autore e protagonista, ricevendo un'accoglienza critica positiva e raccogliendo svariati riconoscimenti: presentato in concorso al Montréal World Film Festival, il film ha vinto il Gran premio speciale della giuria, il premio per l'opera prima e il premio FIPRESCI; ha ottenuto anche due candidature agli European Film Awards 1992 (miglior film giovane e miglior attrice non protagonista) e altrettante ai Premi César 1993 (miglior opera prima e miglior promessa maschile).
Beauvois ha confermato l'ottimo risultato con la sua opera seconda, N'oublie pas que tu vas mourir, che ha vinto il premio della giuria al Festival di Cannes 1995 e il Premio Jean Vigo. Dopo aver co-diretto con Eugene John Bellida João Mata Sete (2000), nello stesso anno ha scritto e diretto Selon Matthieu, presentato in concorso alla Mostra del cinema di Venezia 2000.
Con il successivo Le Petit Lieutenant è tornato a Venezia, stavolta nella sezione Giornate degli Autori, dove ha ricevuto il premio Label Europa Cinemas per il miglior film europeo. Il film ha poi ottenuto cinque candidature ai Premi César 2006, compresa quella per il miglior film, e ha vinto il premio per la miglior attrice con Nathalie Baye.
Nel 2010 è tornato al Festival di Cannes, a distanza di quindici anni dalla prima volta, vincendo il Grand Prix Speciale della Giuria con Uomini di Dio (Des hommes et des dieux). Il film ha ottenuto un sorprendente successo di pubblico in patria, rimanendo in testa agli incassi per quattro settimane consecutive e raggiungendo i tre milioni di spettatori.

## Filmografia parziale

### Regista e sceneggiatore
- Le Matou - cortometraggio (1986)
- Nord (1991)
- N'oublie pas que tu vas mourir (1995)
- João Mata Sete (2000) - co-diretto con Eugene John Bellida
- Selon Matthieu (2000)
- Le Petit Lieutenant (2005)
- Notre ami Chopin - cortometraggio (2009)
- Uomini di Dio (Des hommes et des dieux) (2010)
- Il prezzo della gloria (La Rançon de la glorie) (2014)
- Les Gardiennes (2017)
- Albatros (2021)

### Attore
- Il killer (Le Tueur), regia di Cédric Anger (2007)
- Female Agents (Femmes de l'ombre), regia di Jean-Paul Salomé (2008)
- Un castello in Italia, regia di Valeria Bruni Tedeschi (2013)
- Mister Chocolat (Chocolat), regia di Roschdy Zem (2016)
- L'amore secondo Isabelle (Un beau soleil intérieur), regia di Claire Denis (2017)
- I villeggianti (Les Estivants), regia di Valeria Bruni Tedeschi (2018)
- Making of, regia di Cédric Kahn (2023)

## Doppiatori italiani
- Roberto Stocchi in Mister Chocolat
- Alessio Cigliano in L'amore secondo Isabelle
- Franco Mannella in I villeggianti